# دنیای پول
دنیای پول فیلمی به کارگردانی و نویسندگی قدرت‌الله احسانی محصول سال ۱۳۴۴ است.

## خلاصه داستان
احمد پدرش صفرعلی و مادرش را ترک می‌کند و به شهر می‌رود و در املاک ظاهرالملک مشغول به کار می‌شود…

## بازیگران
- علی تابش
- رضا بیک ایمانوردی
- پوران
- عبدالله بوتیمار
- علی دلپذیر
- نصرت‌الله وحدت
- فیروز
- حمیده خیرآبادی
- شهین
- ویکتوریا
- نسرین صفایی
- اکبر خواجوی
- حسن شاهین